# Tina Fey
Elizabeth Stamatina "Tina" Fey (/feɪ/; sinh ngày 18 tháng 5 năm 1970) là một nữ diễn viên, nghệ sĩ hài, nhà văn và nhà sản xuất người Mỹ. Cô nổi tiếng nhờ những đóng góp trong chương trình hài kịch tạp kỹ Saturday Night Live (1998–2006), nhờ đóng giả Sarah Palin và sáng tạo ra các loạt phim truyền hình như 30 Rock và Unbreakable Kimmy Schmidt. Cô cũng nổi tiếng nhờ viết kịch bản và diễn xuất trong phim Mean Girls (2004), cũng như vai diễn trong các phim như Baby Mama (2008), Date Night (2010), Muppets Most Wanted (2014), và Sisters (2015).
Fey đã nhận được chín giải Emmy, hai Giải Quả cầu vàng, năm Screen Actors Guild Awards, và bốn Writers Guild of America Awards. Cuốn tự truyện Bossypants của cô đứng đầu danh sách các sách bán chạy nhất của The New York Times trong năm tuần. Vào năm 2008, Associated Press trao cho Fey giải AP Entertainer of the Year nhờ đóng giả Sarah Palin trên SNL. Vào năm 2010, Fey được trao giải Mark Twain Prize for American Humor. Vào ngày 13 tháng 1 năm 2013, Fey chủ trì Giải Quả cầu vàng lần thứ 70 cùng bạn diễn Amy Poehler và nhận được nhiều lời khen ngợi. Họ tiếp tục đảm nhận vai trò dẫn chương trình của hai lễ trao giải Quả cầu vàng tiếp theo.

## Danh sách phim

### Điện ảnh
| Năm  | Phim                                                 | Vai                                 | Ghi chú              |
| ---- | ---------------------------------------------------- | ----------------------------------- | -------------------- |
| 2002 | Martin & Orloff                                      | Southern Woman                      |                      |
| 2004 | Mean Girls                                           | Ms. Norbury                         | Viết kịch bản        |
| 2006 | Artie Lange's Beer League                            | Gym Secretary                       |                      |
| 2006 | Man of the Year                                      | Bản thân                            |                      |
| 2007 | Aqua Teen Hunger Force Colon Movie Film for Theaters | Giant Burrito (lồng tiếng)          |                      |
| 2008 | Baby Mama                                            | Kate Holbrook                       |                      |
| 2008 | Ponyo                                                | Lisa (lồng tiếng)                   | Lồng tiếng tiếng Anh |
| 2009 | The Invention of Lying                               | Shelley                             |                      |
| 2010 | Date Night                                           | Claire Foster                       |                      |
| 2010 | Megamind                                             | Roxanne Ritchi (lồng tiếng)         |                      |
| 2013 | Admission                                            | Portia Nathan                       |                      |
| 2013 | Anchorman 2: The Legend Continues                    | Dẫn chương trình Entertainment News | Vai cameo            |
| 2014 | Muppets Most Wanted                                  | Nadya                               |                      |
| 2014 | This Is Where I Leave You                            | Wendy Altman                        |                      |
| 2015 | Monkey Kingdom                                       | Người dẫn truyện                    |                      |
| 2015 | Sisters                                              | Kate Ellis                          | Sản xuất             |
| 2016 | Whiskey Tango Foxtrot                                | Kim Baker                           | Sản xuất             |
| 2023 | Án mạng ở Venice                                     | Ariadne Oliver                      |                      |

### Truyền hình
| Năm       | Chương trình                                | Vai                              | Ghi chú                                                        |
| --------- | ------------------------------------------- | -------------------------------- | -------------------------------------------------------------- |
| 1997–2006 | Saturday Night Live                         | Nhiều nhân vật                   | 178 tập                                                        |
| 1999      | Upright Citizens Brigade                    | Kerri Downey                     | Tập: "Mogomra vs. the Fart Monster"                            |
| 2006–2013 | 30 Rock                                     | Liz Lemon                        | 138 tập; sáng lập, viết kịch bản, nhà sản xuất điều hành       |
| 2007      | Sesame Street                               | Bookaneer Captain                | Tập: "The Bookaneers"                                          |
| 2008      | Saturday Night Live Weekend Update Thursday | Sarah Palin                      | Tập: "1.3"                                                     |
| 2008–2015 | Saturday Night Live                         | Bản thân (dẫn chương trình)      | 5 tập                                                          |
| 2009      | SpongeBob SquarePants                       | Bản thân                         | Tập: "SpongeBob's Truth or Square"                             |
| 2011      | Phineas and Ferb                            | Annabelle (lồng tiếng)           | Tập: "Run Candace, Run/Last Train to Bustville"                |
| 2012      | iCarly                                      | Bản thân                         | Tập: "iShock America"                                          |
| 2013      | Giải Quả cầu vàng lần thứ 70                | Bản thân (đồng dẫn chương trình) | TV special                                                     |
| 2013      | Conan                                       | Conan O'Brien                    | Bản thân: "Occupy Conan: When Outsourcing Goes Too Far"        |
| 2013      | The Simpsons                                | Ms. Cantwell (lồng tiếng)        | Tập: "Black Eyed, Please"                                      |
| 2013      | The Awesomes                                | The Advocate (lồng tiếng)        | Tập: "Pilot, Part 2"                                           |
| 2014      | Giải Quả cầu vàng lần thứ 71                | Bản thân (đồng dẫn chương trình) | TV special                                                     |
| 2015      | Giải Quả cầu vàng lần thứ 72                | Bản thân (đồng dẫn chương trình) | TV special                                                     |
| 2015–nay  | Unbreakable Kimmy Schmidt                   | Marcia, Andrea Bayden            | 6 tập; đồng sáng lập, viết kịch bản, nhà sản xuất điều hành    |
| 2015      | Inside Amy Schumer                          | Bản thân                         | Tập: "Last Fuckable Day"                                       |
| 2016      | Maya & Marty                                | Nhiều vai                        | Tập: "Steve Martin, Drake, Sean Hayes, Nathan Lane & Tina Fey" |
| 2016      | Difficult People                            | Bản thân                         | Tập: "Unplugged"                                               |

### Trò chơi điện tử
| Năm  | Trò chơi         | Lông tiếng | Ghi chú          |
| ---- | ---------------- | ---------- | ---------------- |
| 1997 | Medieval Madness | Công chúa  | Trò chơi pinball |

## Sách
- Fey, Tina (2011). Bossypants. Reagan Arthur Books. ISBN 978-0316056861.

## Giải thưởng và đề cử
| Năm  | Giải                                                    | Hạng mục                                                                    | Tác phẩm                                          | Kết quả   |
| ---- | ------------------------------------------------------- | --------------------------------------------------------------------------- | ------------------------------------------------- | --------- |
| 2001 | Giải Emmy                                               | Kịch bản Variety Program xuất sắc                                           | Saturday Night Live                               | Đề cử     |
| 2001 | Writers Guild of America Award                          | Variety Series xuất sắc nhất                                                | Saturday Night Live                               | Đề cử     |
| 2001 | Writers Guild of America Award                          | Variety Special xuất sắc nhất                                               | Saturday Night Live: 25th Anniversary Special     | Đoạt giải |
| 2002 | Giải Emmy                                               | Kịch bản Variety Program xuất sắc                                           | Saturday Night Live                               | Đoạt giải |
| 2002 | Writers Guild of America Award                          | Variety Series xuất sắc nhất                                                | Saturday Night Live                               | Đề cử     |
| 2003 | Giải Emmy                                               | Kịch bản Variety Program xuất sắc                                           | Saturday Night Live                               | Đề cử     |
| 2003 | Writers Guild of America Award                          | Variety Series xuất sắc nhất                                                | Saturday Night Live                               | Đề cử     |
| 2003 | Writers Guild of America Award                          | Variety Special xuất sắc nhất                                               | Saturday Night Live: NBC 75th Anniversary Special | Đề cử     |
| 2004 | Giải Sự lựa chọn của Giới trẻ                           | Diễn viên hài                                                               | Saturday Night Live                               | Đề cử     |
| 2005 | Giải Sự lựa chọn của Công chúng                         | Ngôi sao nữ hài hước yêu thích                                              | Saturday Night Live                               | Đề cử     |
| 2005 | Giải Sự lựa chọn của Giới trẻ                           | Diễn viên hài                                                               | Saturday Night Live                               | Đề cử     |
| 2005 | Writers Guild of America Award                          | Kịch bản chuyển thể xuất sắc nhất                                           | Mean Girls                                        | Đề cử     |
| 2007 | Giải Emmy                                               | Series hài kịch xuất sắc                                                    | 30 Rock                                           | Đoạt giải |
| 2007 | Giải Emmy                                               | Nữ diễn viên chính nổi bật trong series hài                                 | 30 Rock                                           | Đề cử     |
| 2007 | Giải Emmy                                               | Kịch bản nổi bật cho một series hài nhờ "Tracy Does Conan"                  | 30 Rock                                           | Đề cử     |
| 2007 | Gracie Allen Award                                      | Nữ chính xuất sắc trong series hài                                          | 30 Rock                                           | Đoạt giải |
| 2007 | Satellite Award                                         | Nữ diễn viên xuất sắc nhất trong series truyền hình-Hài kịch hoặc nhạc kịch | 30 Rock                                           | Đề cử     |
| 2007 | Television Critics Association Award                    | Thành tựu cá nhân xuất sắc trong hài kịch                                   | 30 Rock                                           | Đề cử     |
| 2007 | Writers Guild of America Award                          | Series hài xuất sắc nhất                                                    | 30 Rock                                           | Đề cử     |
| 2007 | Writers Guild of America Award                          | Series mới xuất sắc nhất                                                    | 30 Rock                                           | Đề cử     |
| 2007 | Writers Guild of America Award                          | Variety Series xuất sắc nhất                                                | Saturday Night Live                               | Đoạt giải |
| 2008 | Giải Emmy                                               | Diễn xuất cá nhân xuất sắc trong chương trình âm nhạc hoặc tạp kỹ           | Saturday Night Live                               | Đề cử     |
| 2008 | Giải Emmy                                               | Series hài kịch xuất sắc                                                    | 30 Rock                                           | Đoạt giải |
| 2008 | Giải Emmy                                               | Nữ diễn viên chính nổi bật trong series hài                                 | 30 Rock                                           | Đoạt giải |
| 2008 | Giải Emmy                                               | Kịch bản nổi bật cho một series hài nhờ "Cooter"                            | 30 Rock                                           | Đoạt giải |
| 2008 | Giải Quả cầu vàng                                       | Nữ diễn viên xuất sắc nhất trong series truyền hình-Hài kịch hoặc nhạc kịch | 30 Rock                                           | Đoạt giải |
| 2008 | Gracie Allen Award                                      | Nữ chính xuất sắc trong series hài                                          | 30 Rock                                           | Đoạt giải |
| 2008 | Monte-Carlo TV Festival Award                           | Nữ diễn viên xuất sắc trong series hài                                      | 30 Rock                                           | Đề cử     |
| 2008 | Producers Guild of America Award                        | Series hài kịch xuất sắc                                                    | 30 Rock                                           | Đoạt giải |
| 2008 | Satellite Award                                         | Nữ diễn viên xuất sắc nhất trong series truyền hình-Hài kịch hoặc nhạc kịch | 30 Rock                                           | Đề cử     |
| 2008 | Screen Actors Guild Award                               | Dàn diễn viên xuất sắc trong series hài                                     | 30 Rock                                           | Đề cử     |
| 2008 | Screen Actors Guild Award                               | Diễn viên nữ xuất sắc trong series hài                                      | 30 Rock                                           | Đoạt giải |
| 2008 | Giải Sự lựa chọn của Giới trẻ                           | Nữ diễn viên hài truyền hình                                                | 30 Rock                                           | Đề cử     |
| 2008 | Television Critics Association Award                    | Thành tựu cá nhân xuất sắc trong hài kịch                                   | 30 Rock                                           | Đoạt giải |
| 2008 | Writers Guild of America Award                          | Series hài xuất sắc nhất                                                    | 30 Rock                                           | Đoạt giải |
| 2009 | Giải Emmy                                               | Series hài kịch xuất sắc                                                    | 30 Rock                                           | Đoạt giải |
| 2009 | Giải Emmy                                               | Nữ diễn viên khách mời xuất sắc trong series hài                            | Saturday Night Live                               | Đoạt giải |
| 2009 | Giải Emmy                                               | Nữ diễn viên chính nổi bật trong series hài                                 | 30 Rock                                           | Đề cử     |
| 2009 | Giải Quả cầu vàng                                       | Nữ diễn viên xuất sắc nhất trong series truyền hình-Hài kịch hoặc nhạc kịch | 30 Rock                                           | Đoạt giải |
| 2009 | Monte-Carlo TV Festival Award                           | Nữ diễn viên xuất sắc trong series hài                                      | 30 Rock                                           | Đề cử     |
| 2009 | Giải Sự lựa chọn của Công chúng                         | Ngôi sao nữ hài hước yêu thích                                              | 30 Rock                                           | Đoạt giải |
| 2009 | Giải Sự lựa chọn của Công chúng                         | Cặp đôi màn ảnh yêu thích (với Amy Poehler)                                 | Baby Mama                                         | Đề cử     |
| 2009 | Producers Guild of America Award                        | Series hài kịch xuất sắc                                                    | 30 Rock                                           | Đoạt giải |
| 2009 | Satellite Award                                         | Nữ diễn viên xuất sắc nhất trong series truyền hình-Hài kịch hoặc nhạc kịch | 30 Rock                                           | Đề cử     |
| 2009 | Screen Actors Guild Award                               | Dàn diễn viên xuất sắc trong series hài                                     | 30 Rock                                           | Đoạt giải |
| 2009 | Screen Actors Guild Award                               | Diễn viên nữ xuất sắc trong series hài                                      | 30 Rock                                           | Đoạt giải |
| 2009 | Television Critics Association Award                    | Thành tựu cá nhân xuất sắc trong hài kịch                                   | 30 Rock                                           | Đề cử     |
| 2009 | Writers Guild of America Award                          | Series hài xuất sắc nhất                                                    | 30 Rock                                           | Đoạt giải |
| 2009 | Writers Guild of America Award                          | Hài kịch nhiều tập xuất sắc nhất                                            | 30 Rock                                           | Đề cử     |
| 2010 | AFI TV Award                                            | Chương trình của năm                                                        | 30 Rock                                           | Đoạt giải |
| 2010 | Giải Emmy                                               | Series hài kịch xuất sắc                                                    | 30 Rock                                           | Đề cử     |
| 2010 | Giải Emmy                                               | Nữ diễn viên khách mời xuất sắc trong series hài                            | Saturday Night Live                               | Đề cử     |
| 2010 | Giải Emmy                                               | Nữ diễn viên chính nổi bật trong series hài                                 | 30 Rock                                           | Đề cử     |
| 2010 | Giải Emmy                                               | Kịch bản nổi bật cho một series hài nhờ "Lee Marvin vs. Derek Jeter"        | 30 Rock                                           | Đề cử     |
| 2010 | Giải Quả cầu vàng                                       | Nữ diễn viên xuất sắc nhất trong series truyền hình-Hài kịch hoặc nhạc kịch | 30 Rock                                           | Đề cử     |
| 2010 | Monte-Carlo TV Festival Award                           | Nữ diễn viên xuất sắc trong series hài                                      | 30 Rock                                           | Đề cử     |
| 2010 | Producers Guild of America Award                        | Series hài kịch xuất sắc                                                    | 30 Rock                                           | Đoạt giải |
| 2010 | Satellite Award                                         | Nữ diễn viên xuất sắc nhất trong series truyền hình-Hài kịch hoặc nhạc kịch | 30 Rock                                           | Đề cử     |
| 2010 | Screen Actors Guild Award                               | Dàn diễn viên xuất sắc trong series hài                                     | 30 Rock                                           | Đề cử     |
| 2010 | Screen Actors Guild Award                               | Diễn viên nữ xuất sắc trong series hài                                      | 30 Rock                                           | Đoạt giải |
| 2010 | Giải Sự lựa chọn của Giới trẻ                           | Comedy Movie Actress                                                        | Date Night                                        | Đoạt giải |
| 2010 | Writers Guild of America Award                          | Series hài xuất sắc nhất                                                    | 30 Rock                                           | Đoạt giải |
| 2011 | The Comedy Awards                                       | Nữ diễn viên xuất sắc nhất trong phim hài                                   | Date Night                                        | Đoạt giải |
| 2011 | The Comedy Awards                                       | Nữ diễn viên xuất sắc nhất trong series hài                                 | 30 Rock                                           | Đề cử     |
| 2011 | Critics' Choice Television Award                        | Nữ diễn viên xuất sắc nhất trong series hài                                 | 30 Rock                                           | Đoạt giải |
| 2011 | Giải Emmy                                               | Series hài kịch xuất sắc                                                    | 30 Rock                                           | Đề cử     |
| 2011 | Giải Emmy                                               | Nữ diễn viên khách mời xuất sắc trong series hài                            | Saturday Night Live                               | Đề cử     |
| 2011 | Giải Emmy                                               | Nữ diễn viên chính nổi bật trong series hài                                 | 30 Rock                                           | Đề cử     |
| 2011 | Giải Quả cầu vàng                                       | Nữ diễn viên xuất sắc nhất trong series truyền hình-Hài kịch hoặc nhạc kịch | 30 Rock                                           | Đề cử     |
| 2011 | Monte-Carlo TV Festival Award                           | Nữ diễn viên xuất sắc trong series hài                                      | 30 Rock                                           | Đề cử     |
| 2011 | Giải Sự lựa chọn của Công chúng                         | Favorite Comedic Star                                                       | 30 Rock                                           | Đề cử     |
| 2011 | Giải Sự lựa chọn của Công chúng                         | Cặp đôi màn ảnh yêu thích (với Steve Carell)                                | Date Night                                        | Đề cử     |
| 2011 | Giải Sự lựa chọn của Công chúng                         | Nữ diễn viên truyền hình yêu thích                                          | 30 Rock                                           | Đề cử     |
| 2011 | Producers Guild of America Award                        | Series hài kịch xuất sắc                                                    | 30 Rock                                           | Đề cử     |
| 2011 | Screen Actors Guild Award                               | Dàn diễn viên xuất sắc trong series hài                                     | 30 Rock                                           | Đề cử     |
| 2011 | Screen Actors Guild Award                               | Diễn viên nữ xuất sắc trong series hài                                      | 30 Rock                                           | Đề cử     |
| 2011 | Writers Guild of America Award                          | Series hài xuất sắc nhất                                                    | 30 Rock                                           | Đoạt giải |
| 2012 | The Comedy Awards                                       | Nữ diễn viên xuất sắc nhất trong series hài                                 | 30 Rock                                           | Đề cử     |
| 2012 | Giải Emmy                                               | Series hài kịch xuất sắc                                                    | 30 Rock                                           | Đề cử     |
| 2012 | Giải Emmy                                               | Nữ diễn viên chính nổi bật trong series hài                                 | 30 Rock                                           | Đề cử     |
| 2012 | Giải Emmy                                               | Outstanding Special Class – Short-Format Nonfiction Program                 | 30 Rock: Ask Tina                                 | Đề cử     |
| 2012 | Giải Quả cầu vàng                                       | Nữ diễn viên xuất sắc nhất trong series truyền hình-Hài kịch hoặc nhạc kịch | 30 Rock                                           | Đề cử     |
| 2012 | Giải Grammy                                             | Album kể truyện xuất sắc nhất                                               | Bossypants                                        | Đề cử     |
| 2012 | Monte-Carlo TV Festival Award                           | Nữ diễn viên xuất sắc trong series hài                                      | 30 Rock                                           | Đoạt giải |
| 2012 | Monte-Carlo TV Festival Award                           | Nhà sản xuất series hài xuất sắc                                            | 30 Rock                                           | Đề cử     |
| 2012 | Pan-American Association of Film & TV Journalists Award | Series hài xuất sắc nhất                                                    | 30 Rock                                           | Đề cử     |
| 2012 | Giải Sự lựa chọn của Công chúng                         | Nữ diễn viên truyền hình yêu thích                                          | 30 Rock                                           | Đề cử     |
| 2012 | Producers Guild of America Award                        | Series hài kịch xuất sắc                                                    | 30 Rock                                           | Đề cử     |
| 2012 | Screen Actors Guild Award                               | Dàn diễn viên xuất sắc trong series hài                                     | 30 Rock                                           | Đề cử     |
| 2012 | Screen Actors Guild Award                               | Diễn viên nữ xuất sắc trong series hài                                      | 30 Rock                                           | Đoạt giải |
| 2012 | Women's Image Network Award                             | Outstanding Show Written by a Woman                                         | 30 Rock                                           | Đề cử     |
| 2012 | Writers Guild of America Award                          | Series hài xuất sắc nhất                                                    | 30 Rock                                           | Đoạt giải |
| 2013 | Giải Emmy                                               | Series hài kịch xuất sắc                                                    | 30 Rock                                           | Đề cử     |
| 2013 | Giải Emmy                                               | Nữ diễn viên chính nổi bật trong series hài                                 | 30 Rock                                           | Đề cử     |
| 2013 | Giải Emmy                                               | Kịch bản nổi bật cho một series hài nhờ "Last Lunch"                        | 30 Rock                                           | Đoạt giải |
| 2013 | Giải Emmy                                               | Outstanding Music and Lyrics for "Rural Juror"                              | 30 Rock                                           | Đề cử     |
| 2013 | Giải Emmy                                               | Chương trình Special Class xuất sắc                                         | Giải Quả cầu vàng lần thứ 70                      | Đề cử     |
| 2013 | Giải Emmy                                               | Kịch bản Variety Special xuất sắc                                           | Giải Quả cầu vàng lần thứ 70                      | Đề cử     |
| 2013 | Screen Actors Guild Award                               | Dàn diễn viên xuất sắc trong series hài                                     | 30 Rock                                           | Đề cử     |
| 2013 | Screen Actors Guild Award                               | Diễn viên nữ xuất sắc trong series hài                                      | 30 Rock                                           | Đề cử     |
| 2013 | Monte-Carlo TV Festival Award                           | Nữ diễn viên xuất sắc trong series hài                                      | 30 Rock                                           | Đoạt giải |
| 2014 | Giải Emmy                                               | Chương trình Special Class xuất sắc                                         | Giải Quả cầu vàng lần thứ 71                      | Đề cử     |
| 2014 | Giải Emmy                                               | Kịch bản Variety Special xuất sắc                                           | Giải Quả cầu vàng lần thứ 71                      | Đề cử     |
| 2014 | Giải Emmy                                               | Nữ diễn viên khách mời xuất sắc trong series hài                            | Saturday Night Live                               | Đề cử     |
| 2014 | MTV Movie Awards                                        | Cameo xuất sắc nhất                                                         | Anchorman 2: The Legend Continues                 | Đề cử     |
| 2014 | Screen Actors Guild Award                               | Dàn diễn viên xuất sắc trong series hài                                     | 30 Rock                                           | Đề cử     |
| 2014 | Screen Actors Guild Award                               | Diễn viên nữ xuất sắc trong series hài                                      | 30 Rock                                           | Đề cử     |
| 2015 | Writers Guild of America Award                          | Comedy/Variety (Music, Awards, Tributes) – Specials                         | Giải Quả cầu vàng lần thứ 71                      | Đoạt giải |
| 2015 | Giải Emmy                                               | Series hài kịch xuất sắc                                                    | Unbreakable Kimmy Schmidt                         | Đề cử     |
| 2015 | Giải Emmy                                               | Nữ diễn viên khách mời xuất sắc trong series hài                            | Unbreakable Kimmy Schmidt                         | Đề cử     |
| 2015 | Giải Emmy                                               | Kịch bản Variety Special xuất sắc                                           | Saturday Night Live 40th Anniversary Special      | Đề cử     |
| 2015 | Giải Emmy                                               | Kịch bản Variety Special xuất sắc                                           | Giải Quả cầu vàng lần thứ 72                      | Đề cử     |
| 2015 | Giải Emmy                                               | Chương trình Special Class xuất sắc                                         | Giải Quả cầu vàng lần thứ 72                      | Đề cử     |
| 2016 | Giải Sự lựa chọn của Giới trẻ                           | Nữ diễn viên xuất sắc nhất trong phim hài                                   | Sisters                                           | Đề cử     |
| 2016 | Giải Emmy                                               | Series hài kịch xuất sắc                                                    | Unbreakable Kimmy Schmidt                         | Đề cử     |
| 2016 | Giải Emmy                                               | Nữ diễn viên khách mời xuất sắc trong series hài                            | Saturday Night Live                               | Đoạt giải |